# Diamantino Guapo Antunes

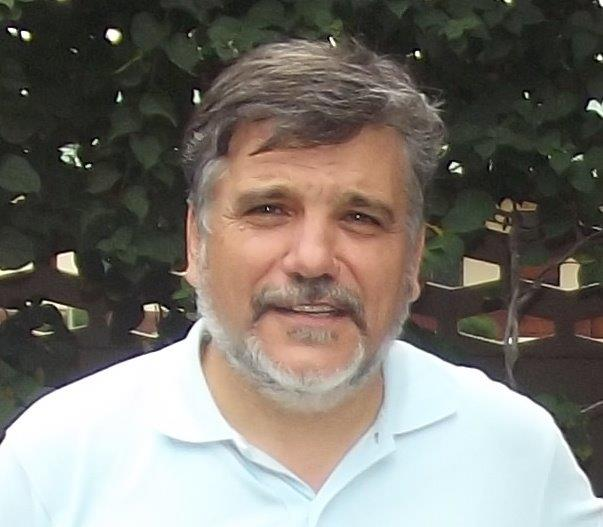
Diamantino Guapo Antunes, 2019

Diamantino Guapo Antunes IMC (* 30. November 1966 in Albergaria dos Doze, Pombal, Portugal) ist ein portugiesischer Ordensgeistlicher und römisch-katholischer Bischof von Tete.

## Leben
Diamantino Guapo Antunes trat der Ordensgemeinschaft der Consolata-Missionare bei und legte am 19. September 1993 die ewige Profess ab. Er wurde am 5. Dezember 1993 zum Diakon geweiht und empfing am 20. Juli 1994 das Sakrament der Priesterweihe.
Am 22. März 2019 ernannte ihn Papst Franziskus zum Bischof von Tete. Die Bischofsweihe spendete ihm der Erzbischof von Nampula, Inácio Saure IMC, am 12. Mai desselben Jahres. Mitkonsekratoren waren der Erzbischof von Beira, Claudio Dalla Zuanna SCI, und der Bischof von Xai-Xai, Lucio Andrice Muandula.